# Dopebwoy
Jordan Jacott (Amsterdam, 14 maart 1994), beter bekend onder zijn artiestennaam, Dopebwoy is een Nederlands rapper. Hij is onder andere bekend van zijn nummer één hit Guap en met name het nummer Cartier, dat een internationale hit werd en ten tijde van de release het meest gestreamde Nederlandstalige nummer aller tijden op Spotify en YouTube.

## Carrière
In april 2017 bracht Dopebwoy zijn debuutalbum uit onder de naam Nieuw goud deze behaalde de 36e plek in de Nederlandse Album Top 100. Met het nummer Cartier dat Dopebwoy in juni 2017 samen uitbracht met Chivv en 3robi had hij zijn eerste hit te pakken, het nummer bleef 12 weken in de top 10 van de hitlijst staan. In de jaren die volgden maakte Dopebwoy meerdere nummers en werkte samen met artiesten zoals Jayh, Bizzey en Boef.
In het voorjaar van 2020 startte Dopebwoy zijn eigen label onder de naam Forever Lit Records, in samenwerking met Warner Music Benelux; in april 2020 bracht hij zijn nummer Christian Dior als eerste nummer onder dit label uit. Al snel volgde het album Hoogseizoen dat in de Nederlandse Album Top 100 de 3e plek behaalde. In 2021 brengt Dopebwoy de single 'Erop eraf' uit dat de gouden status behaalde.
In december 2020 deed Dopebwoy mee aan het online-televisieprogramma Het Jachtseizoen van StukTV, waarin hij na 3 uur en 32 minuten werd gepakt.